# Archive
Archive é uma banda britânica de trip rock formada em 1994 na cidade de Londres.

## Integrantes

### Formação atual
- Darius Keeler – teclado e sintetizador
- Danny Griffiths – sintetizador e sampler
- Pollard Berrier – vocal e guitarra
- Rosko John – vocal
- Dave Pen – vocal e guitarra
- Maria Q – vocal
- Holly Martin -  vocal
- Steve Harris – guitarra
- Smiley – bateria
- Jonathan Noyce – baixo

### Ex-membros
- Roya Arab – vocal
- Suzanne Wooder – vocal
- Craig Walker – vocal e guitarra
- Lee Pomeroy – baixo

## Discografia

### Álbuns de estúdio
- 1996: Londinium
- 1999: Take My Head
- 2002: You All Look the Same to Me
- 2003: Michel Vaillant
- 2004: Noise
- 2006: Lights
- 2009: Controlling Crowds
- 2009: Controlling Crowds Part IV
- 2012: With Us Until You're Dead
- 2016: The False Foundation
- 2019: 25
- 2022: Call to Arms and Angels

### Álbuns ao vivo
- 2002: Live at Paris/France Inter
- 2005: Unplugged
- 2007: Live at the Zenith
- 2010: Live at La Géode
- 2010: Live at Zurich
- 2011: Live In Athens

### EPs
- 2002: The Absurd EP
- 2006: Pieces B Sides
- 2010: Unreleased Demos & Tracks
- 2012: Wiped Out / Violently EP

### Singles
- 1996: "Londinium"
- 1996: "So Few Words"
- 1999: "You Make Me Feel"
- 1999: "The Way You Love Me"
- 1999: "Take My Head"
- 2000: "Cloud in the Sky"
- 2001: "Again"
- 2002: "Numb"
- 2002: "Goodbye"
- 2003: "Men Like You/Meon"
- 2003: "Friend"
- 2004: "Get Out"
- 2004: "Fuck U"
- 2004: "Sleep"
- 2006: "System"
- 2006: "Fold"
- 2006: "Sane"
- 2009: "Bullets"
- 2009: "Kings of Speed"
- 2009: "The Empty Bottle"
- 2009: "Lines"